# Ячейкин, Юрий Дмитриевич
Юрий Дмитриевич Ячейкин (1933—2013) — украинский писатель-юморист, внештатный фельетонист журнала «Перец» (с 1968).

## Биография
Родился 26 декабря 1933 года в городе Свердловск (ныне Екатеринбург). Окончил факультет журналистики Киевского университета им. Т.Шевченко (1952-57). 1957-59 — литработник многотиражной газеты. 1959-60 — первый секретарь комитета комсомола киевского завода «Арсенал». 1960-1961 — фельетонист газеты «Вечерний Киев». 1961-1968 — фельетонист журнала «Перец». Лауреат Международного конкурса юмористов «Алеко» и республиканской премии имени М. П. Трублаини; дипломант Всесоюзного конкурса КГБ СССР «За лучшие произведения литературы и кино про чекистов и пограничников». Автор фантастико-юмористического сериала «Вселенские похождения капитана Небрехи», романа-трилогии «Под кодовым названием „Эдельвейс“», повестей: «Гости из греков», «Ниндзя Токугавы», «По образу и подобию», «Мемуары пророка Самуила», «Груз для горилл», «Следствие ведет прокуратор», «Покушение на Зевса», «Следствие, которое не велось», четырёх юмористических книг для детей, 15 сборников юмора и сатиры, и др. Сочинения переведены на более чем 20 языков, повесть «Допотопная история» и несколько рассказов вошли в многотомную антологию «Мастера мирового юмора» (Югославия, 1968). Увлечения: собаки и кошки.
Умер 18 июня 2013 года.

### Семья
Родители, Дмитрий Павлович (1912—1968) и Елена Ивановна (1913—1994) — рабочие. Первая жена — Мила Тартаковская, дочь от первой жены — Лариса Юрьевна Ячейкина, внучка — Мария (Маша) Карла Фредерика, 1992 г. р. Вторая жена — Татьяна Романовна (р. 1934) — врач, дочь — Мария, 1971 г. р.

## Книги
- Божедар, или Византийский двойник. М., 1992.
- Под кодовым названием «Эдельвейс». М., 1987 (в соавторстве с Ю.Поплавским).
- Всесвітнi походеньки капітана Небрехи. Iлюстрації Василенка Анатолія Петровича. Київ. Видавництво ЦК ЛКСМУ «Молодь», 1988 (Зорянi мандри капітана Небрехи. Фантазія-жарт; Спалах понаднової зірки. Повість-усмішка; Народження АДАМа. (Iз спогадів штурмана Азимута) Фантазія-жарт; Космічна халепа капітана Небрехи. Гумористична повість; Уславлений робот Малюк.) (укр.)
- Мої i чужi таємницi. Фантаст.-гумор. повістi. Для мол. та серед. шк. віку. Мал. А. П. Василенка. К.: Веселка, 1989 (Важке життя та небезпечнi пригоди Павла Валеріановича Хвалимона. Правдива iсторія з побрехеньками; Мої i чужi таємницi. Гумористична повість; Піраміда. Фантастична повість) (укр.)